# Piezas para clavecín en concierto

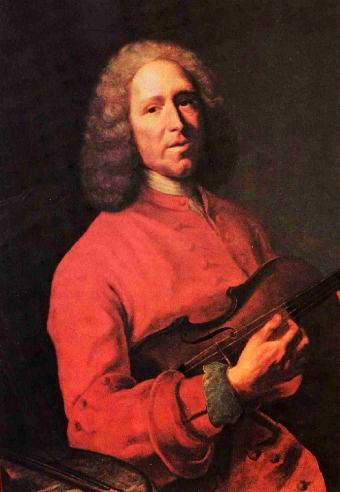
Jean-Philippe Rameau, de Jacques Aved, 1728

Las Pièces de clavecin en concerts, publicadas en 1741, constituyen la única música de cámara compuestas por Jean-Philippe Rameau y fueron escritas en plena madurez, después de su música para clavecín solista y fueron publicadas antes de su ópera Platée.
Son muy diferentes de las sonatas en trío a la manera italiana (como las de Corelli), donde el clavecín sólo desempeña el papel de un bajo continuo. En las obras de Rameau, el clavecín está situado en el corazón del conjunto, tocando con virtuosismo una parte de obbligato completamente escrita, con el acompañamiento recayendo en el violín y la viola da gamba. Rameau previó diferentes combinaciones instrumentales: la flauta puede sustituir al violín y un segundo violín puede sustituir a la viola da gamba. Es posible comparar estas obras con las sonatas para violín de Johann Sebastian Bach, escrito antes, alrededor de 1720, en el que el material melódico se comparte a partes iguales entre el violín y el clavecín y la parte del clavecín está planteada obbligato en casi todas partes.
Se dividen en cinco conciertos de tres o cuatro movimientos con nombres típicos franceses, como el nombre de un lugar (Le Vézinet), de un personaje (La timide, L'agaçante) o de personas (La Forqueray, La Marais, La Rameau). Aunque Jean-Philippe Rameau no utilizó este último tipo de denominación para sus obras para clavecín solista.
En el prefacio, Rameau especifica: “Estas piezas interpretadas sólo con clavecín no dejan nada que desear: ni siquiera se sospecha que sean capaces de ofrecer cualquier otro placer." De hecho, es probable que se trate principalmente de promover una distribución más amplia de la colección entre los aficionados. Además, Rameau transcribió cuatro de ellas sólo para clavecín, aquellas en las que esta adaptación resulta menos fácil (La Livri, L'agaisante, La timid y L'indiscrète).
Varias de estas piezas serían posteriormente transcritas, orquestadas y utilizadas en sus óperas (Zoroastro, Les Fêtes de Polymnie, Dardanus y Le Temple de la Gloire).

## Primer Concierto
Primer Concierto en Do menor, RCT 7:
1. La Coulicam
2. La Livri: Rondeau Gracieux
3. Le Vézinet

C. 10 minutos

## Segundo Concierto
Segundo Concierto en Sol mayor, RCT 8:
1. La Laborde
2. La Boucon: Air Gracieux
3. El agaçante
4. Menú Premier, menú Deuxième

C. 19 minutos

## Tercer Concierto
Tercer Concierto en La mayor, RCT 9:
1. La Lapoplinière
2. La timide: 1er Rondeau, 2e Rondeau
3. Premier tambourin, Deuxième tambourin en Rondeau

C. 13 minutos

## Cuarto Concierto
Cuarto Concierto en Si bemol mayor, RCT 10:
1. La pantomime
2. L'indiscrète: Rondeau
3. La Rameau

C. 11 minutos

## Quinto Concierto
Quinto Concierto en Re menor, RCT 11:
1. La Forqueray: Fugue
2. La Cupis
3. La Marais

C. 13 minutos

## Grabaciones
- Channel Records, Trevor Pinnock (clavecín), Rachel Podger (violín), Jonathan Manson (violonchelo)
- Sony Classical SK 45868, John Steele Ritter (clavecín), Isaac Stern (violín), Jean-Pierre Rampal (flauta)